# Fardeqān
Fardeqān (persiska: فَردَغان, پهَردُگَن, فَردَقان, فردقان) är en ort i Iran.   Den ligger i provinsen Markazi, i den nordvästra delen av landet, 190 km sydväst om huvudstaden Teheran. Fardeqān ligger 1 543 meter över havet och antalet invånare är 473.
Terrängen runt Fardeqān är huvudsakligen kuperad. Fardeqān ligger nere i en dal.Runt Fardeqān är det glesbefolkat, med 20 invånare per kvadratkilometer. Fardeqān är det största samhället i trakten. Trakten runt Fardeqān består i huvudsak av gräsmarker.